# Wang Shimin
Wáng Shímǐn (en chino tradicional, 王時敏; en chino simplificado, 王时敏; Wade-Giles, Wang Shih-min: 王时敏
; chino tradicional: 王時敏

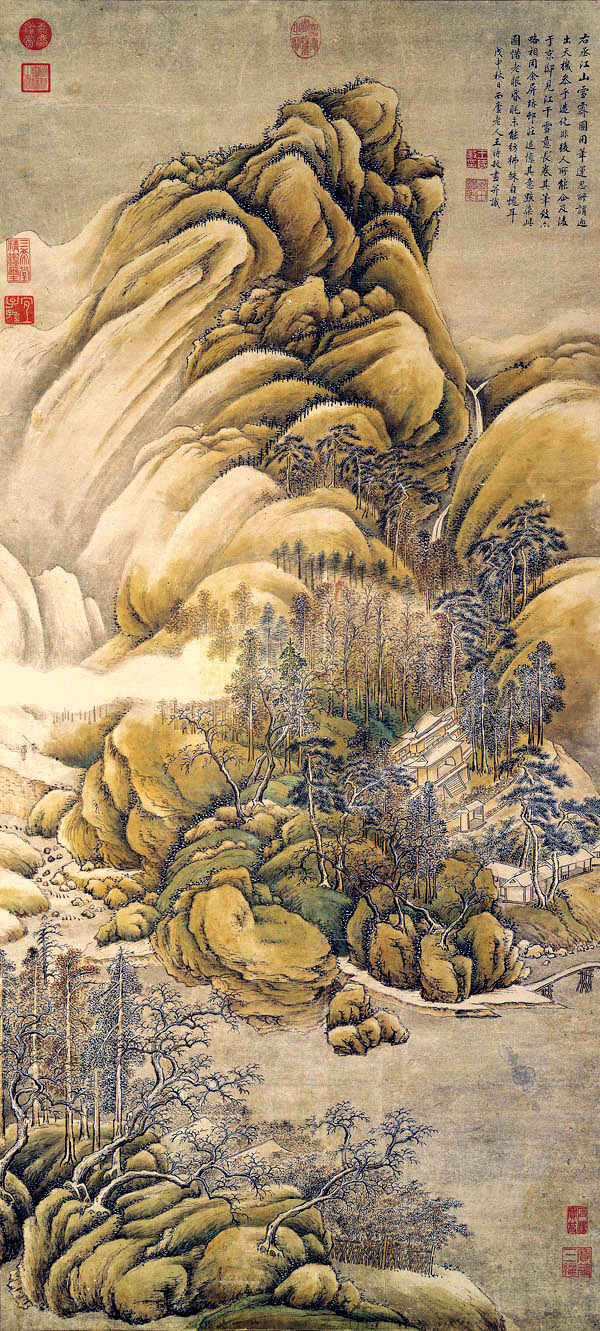
Wang Shimin, Nieve Sobre Ríos y Montañas, 1668

; Wade–Giles: Wang Shih-min; ca. 1592-1680 ) fue un pintor de paisaje chino a finales de la dinastía Ming e inicios de la dinastía Qing (1644-1911).
Nacido en la provincia de Jiangsu, Wang crecióen un entorno artístico y erudito. Su abuelo fue un primer ministro a finales de la dinastía Ming y su padre fue un editor de la Academia Hanlin para la Corte, el cual había estudiado con Tung Ch'i-ch'ang. Después de aprender pintura y caligrafía a una edad joven, Wang trabajó como oficial de gobierno. Sin embargo, cayó enfermo debido al agotamiento en un viaje a Nankín en 1630. Wang regresó a su tierra natal y se sumergió en el arte, creando numerosos trabajos que le colocaron en un grupo elevado conocido como los Cuatro Wangs, también parte de los Seis Maestros de principios del periodo Qing.
Wang Pintó una reproducción de "Nieve Sobre Ríos y Montañas", originalmente de Wang Wei, que puede ser visto en el Museo Nacional del Palacio, en Taipéi.